# حشره‌خوارسانان

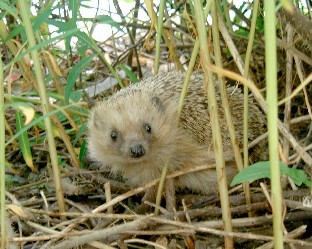
جوجه‌تیغی اروپایی (Erinaceus europaeus)

راسته حشره‌خوارسانان (نام علمی: Insectivora) (از واژهٔ لاتین insectum "حشره" و vorare "به غذا خوردن") یک گروه زیستی اکنون رهاشده در رده پستانداران است. برخی از گونه‌ها اکنون خارج شده‌اند و گونه‌های باقی‌مانده در راسته هوچرب‌کورسانان، کلاد بزرگ‌تری از لوراسیاددان جای گرفته‌اند، که یکی از کلادهای پایه‌ای پستانداران جفت‌دار تشکیل می‌دهد.
پستانداران این راسته از پستانداران جفت‌دار هستند که در رژیم غذاییشان اغلب یا گاه از حشره‌ها بهره می‌برند. این راسته امروزه دیگر توسط بعضی منابع به رسمیت شناخته نمی‌شود و این منابع تعدادی از اعضای پستانداران حشره‌خوار را از آن بیرون آورده، در راسته‌های دیگری چون حشره‌خواران آفریقایی فهرست کردند. اعضای باقی‌مانده امروزه در راسته هوچرب‌کورسانان (نام علمی: Eulipotyphla) دسته‌بندی شده‌اند که عضوی از کلاد بزرگتر لوراسیاددان است.

## تاریخ

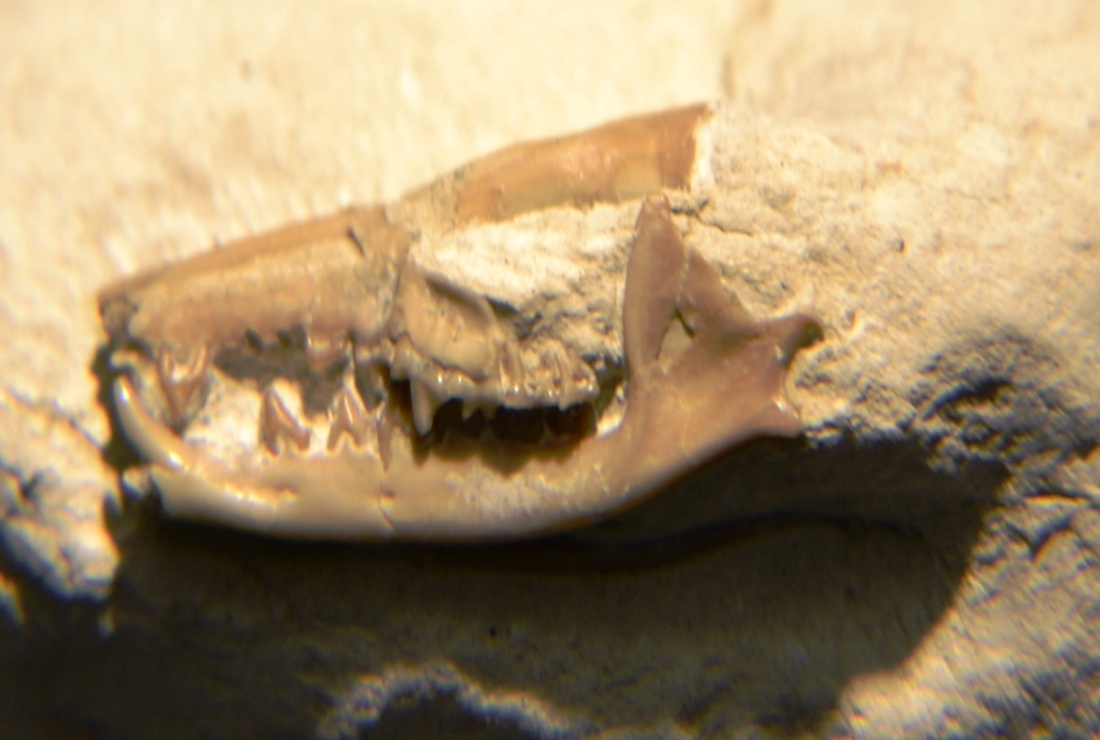
Centetodon marginalis منقرض‌شده

در گذشته، این گروه به عنوان آرایه زباله‌دانی برای انواع پستانداران کوچک تا بسیار کوچک و نسبتاً غیرتخصصی که از حشرات تغذیه می‌کنند استفاده شد. از زمانی که هر گروه فسیلی بدوی از پستانداران جفتی معمولاً برای راحتی به این راسته اختصاص داده می‌شد، این گروه ذخایر پایه‌ای برای سایر راسته‌های جفتی که از آن تکامل یافته بودند، را تشکیل می‌داد؛ بنابراین، راستهٔ حشره‌خوارسانان به جای یک کلاد، در وسیع‌ترین حد خود، یک درجه تکاملی را نشان می‌دهد.
آرایه‌شناسی در سال‌های اخیر اصلاح شده است، و حشره‌خواران درختی، حشره‌خوارهای جهنده و پوست‌گسترها، مانند بسیاری از گروه‌های فسیلی که قبلاً در اینجا گنجانده شده بودند، اکنون در ردیف‌های جداگانه قرار گرفته‌اند. برای مدتی خانواده‌های باقی‌مانده insectivoran تشکیل تک تبار گروه‌بندی یا کلادی به نام Lipotyphla را تشکیل دادند که مدتها استفاده شده است. با این حال، شواهد مولکولی نشان داد که موش کور طلایی (Chrysochloridae)، تیغ‌پشت‌ها (Tenrecidae) و سموریان رودخانه‌ای (Potamogalidae) نیز باید به عنوان یک نظم جدید در راسته جدیدی به نام حشره‌خواران آفریقایی جدا شوند.
سپس خارپشتان (Erinaceidae)، در یک راسته جداگانه خارپشت‌سانان (Erinaceomorpha) جای گرفت و از دیگر حشره‌خوارسانان (Soricomorpha) تقسیم شد که شامل خانواده‌های حشره‌خواران راستین (Soricidae)، کورموشان (Talpidae), Solenodontidae و Nesophontidae است. سپس این دو راسته جایگزین حشره‌خوارسانان (Insectivora) شدند. هنگامی که مطالعات مولکولی نشان داد که Soricomorpha پیراتباری است، این طرح تضعیف شد، زیرا خانواده حشره‌خواران راستین یک جد مشترک جدیدتر با Erinaceidae نسبت به سایر soricomorphs داشت.
با این حال، ترکیب Soricidae و Erinaceidae، که به عنوان Eulipotyphla از آن یاد می‌شود، نشان داده شده است که تک‌تباری است.

## رده‌بندی
- راسته EULIPOTYPHLA (بقایای "حشره‌خوار")
  - خانواده خارپشتان
    - زیر خانواده Erinaceinae: خارپشتیان
    - زیرخانواده Hylomyinae: موش ماه و ژیمنور

  - خانواده حشره‌خواران راستین
    - زیرخانواده Crocidurinae: حشره‌خواریان سفید دندان
    - زیرخانواده Soricinae: حشره‌خواریان دندان‌سرخ
    - زیرخانواده Myosoricinae: حشره‌خواریان دندان‌سفید آفریقایی

  - خانواده کورموشان
    - زیرخانواده مشک‌موشیان Desmaninae
    - زیرخانواده Talpinae: کورموشیان
    - زیرخانواده Uropsilinae: کورموشیان حشره‌خوار

  - خانواده شکاف‌دندانان Solenodontidae
  - خانواده Nesophontidae: حشره‌خواران منقرض‌شده هند غربی

کلادنمای سطح خانواده روابط حشره‌خواران موجود، به پیروی از روکا و همکاران: